# Kétévi vakáció
A Kétévi vakáció Jules Verne 1888-ban megjelent kalandregénye.
A mű bemutatja, hogy nincs olyan helyzet, amivel a bátorság ne birkózna meg. Két évvel megjelenése után, 1890-ben itthon is kiadták, Huszár Imre fordításában, a Franklin Könyvkiadónál, két kötetben. Azóta több tucat kiadásban és több modernebb fordításban is megjelent a Magyarországon és külföldön is egyik legnépszerűbb Verne-regény.

## Történet
Új-Zélandon egy vihar elsodort egy vitorlást a kikötőből, amin tizenöt fiúintézeti gyerek utazott. A hajón felnőttek nem voltak, így mire a fiúk ezt észrevették, már késő volt. A hozzátartozók kutatások után kénytelenek voltak beletörődni a gyerekek eltűnésébe. A fiúk egy lakatlan szigetre sodródtak, itt építették fel saját társadalmukat, és élték túl a megpróbáltatásokat. A regény végén a fiatalok visszajutnak Új-Zélandra.

## Cselekmény
|  | Alább a cselekmény részletei következnek! |

Új-Zélandon egy vihar elsodor egy vitorlást a kikötőből, amin tizenöt fiúintézeti gyerek utazik. A hajón nincsenek felnőttek, de mire a fiúk ezt észreveszik, már késő. A három főszereplő, Briant, a rendkívül becsületes francia; Gordon, a megfontolt amerikai; és Doniphan, a kicsit lobbanékony, de nagyon okos angol fiú a legidősebbek a gyerekek közül. Megpróbálják átvenni a hajó irányítását, ám egy nagy hullám rácsapódik a hajóra, és egy lakatlannak tetsző, ismeretlen földön kötnek ki. Három főhősünk nekikezd felfedezni a helyet, ahová érkeztek, elsődleges céljuk megállapítani, hogy kontinensen vannak-e, vagy szigeten. Felmennek a legmagasabb hegyre, hogy megnézzék, mi látható a távolban. Briant  hajókat vél látni, de végül  kiderül, hogy csak néhány távoli sziget volt az. Mivel nem tudják megállapítani, hová kerültek, úgy döntenek átkutatják az ismeretlen földdarabot. Első kutatóútjuk után teljes bizonyosságot nyernek: szigeten vannak. Ez azt jelenti, hogy bizony kénytelenek lesznek hosszabb időre berendezkedni, ezért szükségük van egy biztonságos menedékre. Sok-sok kutatás után rátalálnak egy lakható helyre: egy barlangra, amiről megállapítják, hogy régen egy francia származású ember lakott benne. A barlang tele van olyan dolgokkal, amik megkönnyíthetik a fiúk számára a túlélést. Így hát körülnéznek, és találnak egy térképet, amit még a barlang egykori lakója rajzolt. Gyorsan le is telepednek ide, és a többi kisgyerekeket is viszik magukkal. Elhoznak a hajójukról mindent, ami fontos, és lebontják magát a hajót is, hogy megfelelő berendezésük lehessen. Az egykori francia hajótöröttnek tisztességes sírt ásnak. A térképen lévő tájakat felfedezik, és lőnek pár madarat, állatot, amit a hajósinas és egyben szakácsnak kinevezett Mokó  készít el.
Az egyik nap mikor Briant, Mokó és Jacques az utolsó tájon barangolnak, utóbbi bevallja bátyjának, hogy ő tehet róla, hogy a hajóval egy lakatlan szigetre jutottak, és nagyon sajnálja. Briant nem bírja elviselni, hogy testvére ilyen aljas dolgot követett el, és bár megígéri neki, hogy nem mondja el senkinek,  Mokó véletlenül meghallja beszélgetésüket. Ezt be is vallja Briantnak, és ő is megígéri, hogy az esetről nem szól senkinek. Közeledik a tél. Szabadidejükben elkezdenek csoportokban játszani, hócsatázni, és ha alkalom volt rá, akkor korcsolyáznak is. Egy nap Doniphan és barátai eltűnnek. Briant a kisöccsére bízza, hogy keresse meg őket. Doniphan és barátai visszatérnek, Jacques azonban nincs velük. Jelzést adnak le neki, amit meg is hall, és medvék üldözték őt, amik visszavonultak a puskalövések miatt, amit Doniphanék adtak le.
Briant barátai közül sokan megkérdőjelezik, hogy miért Jacques-nak kellett Doniphanék után menni, ekkor Jacques maga vallja be, hogy  az ő hibájából kerültek a szigetre. De a fiúk megbocsátanak neki, mivel belátják, hogy veszélyes küldetésével sikerült jóvá tennie bűnét .
Egyik kirándulásuk során összefutnak egy nővel, akit Kate-nek hívnak, és a fiúkhoz hasonlóan ő is hajótörést szenvedett. Elmondja, hogy a hajó kormányosa, Evans is a szigeten van, az egykori hajó matrózaival együtt. A probléma csak az, hogy ezek a matrózok legyilkolták hajójuk egész legénységét (Kate-et és Evanst leszámítva), és valószínűleg a fiúknak sem kegyelmeznének, ha megtudnák, milyen bőséges készletekkel rendelkeznek.  Később Evans is megérkezik, és elmondja, hogy mi történt: a matrózok a Francia-barlang elfoglalására készülnek, tehát sürgősen tenniük kell valamit.
A matrózok párfős felderítőcsapata igyekszik elhitetni a fiúkkal, hogy hajótöröttek,  meglehetősen kevés sikerrel. Amikor a többi matróz is odaér, megpróbálják a gyerekeket bedobni a folyóba, a harcban Doniphan is súlyosan megsérül, de  Mokó a hajójukról megmenekített ágyúval rálő az egyik matrózra, akinek társai megpróbálnak elfutni, ám Evans lelövi őket. Végezetül az ő hajójukat használják fel arra, hogy hazamenjenek.
|  | Itt a vége a cselekmény részletezésének! |

## Szereplők
- Briant; Gordon; Doniphan: a szigetre vetődött fiúk közül a legidősebbek, vezéregyéniségek, Webb, Cross, Service
- A fiúk szülei
- Jacques: Briant öccse
- Mokó: hajósinas és szakács
- Evans: a Severn kormányosa
- Kate: a Severn hajótöröttje
- A Severn matrózai